# Güterumgehungsbahn Köln
| rechtsrheinische Türme der Südbrücke |                                                                                                 |                                       |                                       |
| Übersichtskarte zur Strecke 2641 (Köln-Süd – Köln-Kalk Nord), die ein wesentlicher Bestandteil der Güterumgehungsbahn ist |                                                                                                 |                                       |                                       |
| Streckennummer (DB): | 2641 (Köln Süd–Köln-Kalk Nord) 2642 (Köln Süd–Köln Bonntor) 2656 (Köln Südbrücke–Gremberg Nord) |                                       |                                       |
| Kursbuchstrecke (DB): | ohne                                                                                            |                                       |                                       |
| Streckenlänge: | 7,7 + 7,1 km                                                                                    |                                       |                                       |
| Spurweite: | 1435 mm (Normalspur)                                                                            |                                       |                                       |
| Streckenklasse: | D4                                                                                              |                                       |                                       |
| Stromsystem: | 15 kV 16,7 Hz ~                                                                                 |                                       |                                       |
| Streckengeschwindigkeit: | 60 km/h                                                                                         |                                       |                                       |
| Zweigleisigkeit: | (durchgehend)                                                                                   |                                       |                                       |
| |                                                                                                 |                                       |                                       |
| \| \| \| Linke Rheinstrecke von Köln Hbf \| \| \| \| 0,0 0,0 \| Köln Süd / Köln Süd Abzw \| Köln Süd / Köln Süd Abzw \| \| \| \| Vorgebirgsbahn (Stadtbahnlinie 18) \| \| \| \| \| Cöln-Pantaleon ehem. Cöln BCE \| \| \| \| \| Linke Rheinstrecke nach Köln Eifeltor \| \| \| \| \| Verbindungsstrecken von Köln Eifeltor \| \| \| \| 1,3 1,3 \| Köln Bonntor Bnf (Bft) \| Köln Bonntor Bnf (Bft) \| \| \| 2,1 \| Köln Bonntor (Bbf) \| Köln Bonntor (Bbf) \| \| \| \| Köln Hafen (Anst) \| \| \| \| \| Rheinuferbahn (Stadtbahnlinie 16) \| \| \| \| \| Kölner Südbrücke \| \| \| \| 0,0 3,6 \| Köln Südbrücke (Abzw) \| Köln Südbrücke (Abzw) \| \| \| \| Siegstrecke von Köln Messe/Deutz \| \| \| \| \| S-Bahn von Köln Messe/Deutz \| \| \| \| 6,6 \| Köln-Kalk (ehem. PV) \| Köln-Kalk (ehem. PV) \| \| \| 7,7 \| Köln-Kalk Nord \| Köln-Kalk Nord \| \| \| \| Güterstrecke von Köln-Kalk Nord \| \| \| \| 3,0 0,0 \| Gremberg Nord (Abzw) \| Gremberg Nord (Abzw) \| \| \| 5,5 0,0 \| Gremberg \| Gremberg \| \| \| \| Köln Steinstr. *) (Abzw) \| \| \| \| 7,1 0,0 \| Gremberg Süd (Abzw) \| Gremberg Süd (Abzw) \| \| \| \| Rechte Rheinstrecke, SFS, Siegstrecke \| \| \| \| \| \| \| \| Quellen: [1][2] \| \| \| \| |                                                                                                 |                                       |                                       |
| Strecke · Strecke |                                                                                                 | Linke Rheinstrecke von Köln Hbf       | Linke Rheinstrecke von Köln Hbf       |
| Bahnhof · Blockstelle | 0,0 0,0                                                                                         | Köln Süd / Köln Süd Abzw              | Köln Süd / Köln Süd Abzw              |
| Kreuzung mit U-Bahn geradeaus oben · Kreuzung mit U-Bahn geradeaus oben |                                                                                                 | Vorgebirgsbahn (Stadtbahnlinie 18)    | Vorgebirgsbahn (Stadtbahnlinie 18)    |
| Kreuzung rechts (Querstrecke außer Betrieb) · Kreuzung (Querstrecke außer Betrieb) · Kopfbahnhof Streckenende und quer (Strecke außer Betrieb) |                                                                                                 | Cöln-Pantaleon ehem. Cöln BCE         | Cöln-Pantaleon ehem. Cöln BCE         |
| Kreuzung geradeaus oben · Abzweig geradeaus und nach rechts |                                                                                                 | Linke Rheinstrecke nach Köln Eifeltor | Linke Rheinstrecke nach Köln Eifeltor |
| Abzweig geradeaus und von rechts · Abzweig geradeaus und von rechts |                                                                                                 | Verbindungsstrecken von Köln Eifeltor | Verbindungsstrecken von Köln Eifeltor |
| Verschwenkung nach links · Verschwenkung nach rechts | 1,3 1,3                                                                                         | Köln Bonntor Bnf (Bft)                | Köln Bonntor Bnf (Bft)                |
| Dienststation / Betriebs- oder Güterbahnhof | 2,1                                                                                             | Köln Bonntor (Bbf)                    | Köln Bonntor (Bbf)                    |
| Abzweig geradeaus und ehemals nach links |                                                                                                 | Köln Hafen (Anst)                     | Köln Hafen (Anst)                     |
| Kreuzung mit U-Bahn geradeaus oben |                                                                                                 | Rheinuferbahn (Stadtbahnlinie 16)     | Rheinuferbahn (Stadtbahnlinie 16)     |
| Brücke über Wasserlauf |                                                                                                 | Kölner Südbrücke                      | Kölner Südbrücke                      |
| Strecke von links · Strecke quer · Abzweig geradeaus und nach rechts | 0,0 3,6                                                                                         | Köln Südbrücke (Abzw)                 | Köln Südbrücke (Abzw)                 |
| Strecke · Strecke · Strecke von links · Strecke quer |                                                                                                 | Siegstrecke von Köln Messe/Deutz      | Siegstrecke von Köln Messe/Deutz      |
| Strecke · Abzweig geradeaus und nach links · Abzweig geradeaus und von rechts · Strecke von links |                                                                                                 | S-Bahn von Köln Messe/Deutz           | S-Bahn von Köln Messe/Deutz           |
| Strecke · Dienststation / Betriebs- oder Güterbahnhof · Dienststation / Betriebs- oder Güterbahnhof · Dienststation / Betriebs- oder Güterbahnhof | 6,6                                                                                             | Köln-Kalk (ehem. PV)                  | Köln-Kalk (ehem. PV)                  |
| Strecke · Strecke nach links · Kreuzung geradeaus oben · Kreuzung geradeaus oben | 7,7                                                                                             | Köln-Kalk Nord                        | Köln-Kalk Nord                        |
| Strecke · Strecke von links · Strecke quer · Kreuzung geradeaus oben · Kreuzung geradeaus oben |                                                                                                 | Güterstrecke von Köln-Kalk Nord       | Güterstrecke von Köln-Kalk Nord       |
| | 3,0 0,0                                                                                         | Gremberg Nord (Abzw)                  | Gremberg Nord (Abzw)                  |
| Dienststation / Betriebs- oder Güterbahnhof · Strecke | 5,5 0,0                                                                                         | Gremberg                              | Gremberg                              |
| Strecke · Abzweig geradeaus und nach links · Abzweig ehemals geradeaus, von links und von rechts · Abzweig geradeaus, nach rechts und von links · Strecke nach rechts |                                                                                                 | Köln Steinstr. *) (Abzw)              | Köln Steinstr. *) (Abzw)              |
| Strecke nach links · Abzweig geradeaus und von rechts · Strecke · Strecke | 7,1 0,0                                                                                         | Gremberg Süd (Abzw)                   | Gremberg Süd (Abzw)                   |
| Strecke · Strecke · Strecke |                                                                                                 | Rechte Rheinstrecke, SFS, Siegstrecke | Rechte Rheinstrecke, SFS, Siegstrecke |
| |                                                                                                 |                                       |                                       |
| Quellen: |                                                                                                 |                                       |                                       |

Die Güterumgehungsbahn Köln ist eine Eisenbahnhauptstrecke im Süden von Köln in Nordrhein-Westfalen, durchgehend zweigleisig und elektrifiziert.
Die Bahnstrecke führt über die Kölner Südbrücke, sie verbindet die linke Rheinstrecke, den Personenbahnhof Köln Süd und den Güterbahnhof Köln Eifeltor auf der linken Rheinseite mit der Siegstrecke, der Schnellfahrstrecke Köln–Rhein/Main, der rechten Rheinstrecke, sowie den Rangierbahnhöfen Köln-Kalk Nord und Gremberg auf der rechten Rheinseite.

## Zugangebot
Die Strecke wird hauptsächlich von Güterzügen genutzt, um den Kölner Hauptbahnhof nicht durchfahren zu müssen.
Entlang der Strecke befindet sich keine Zugangsstelle mit Personenverkehr, im Rahmen des Ausbaus der S-Bahn Köln entlang des Westrings bestehen aber Überlegungen, diese auch über die Südbrücke zu führen.
Bis zur Erweiterung des Bahnhofs Köln Messe/Deutz wurde die Umgehungsbahn durch Intercity-Express-Züge von Düsseldorf oder Wuppertal zur Schnellfahrstrecke Köln–Rhein/Main genutzt, zum einen, um einen Fahrtrichtungswechsel im Kölner Hauptbahnhof zu vermeiden, zum anderen um die überlastete und abschnittsweise nur mit 30 km/h zu befahrende Hohenzollernbrücke nicht zweimal passieren zu müssen.
Derzeit wird die Umgehungsbahn für den Personenverkehr, abgesehen von einzelnen ICE- und EuroNight-Zügen, nur außerplanmäßig, zum Beispiel bei Störungen oder Bauarbeiten der eigentlichen Strecke, befahren. Dessen ungeachtet ist die Strecke keiner Kursbuchstrecke zugeordnet, im internen Buchfahrplan der Deutschen Bahn AG ist sie unter der Nummer 339 zu finden.